# Milagros Cabral
Pour les articles homonymes, voir Milagro (homonymie).
Milagros Cabral de la Cruz est une ancienne joueuse de volley-ball de la République dominicaine née le 17 octobre 1978 à Santo Domingo. Elle mesure 1,85 m et jouait réceptionneuse-attaquante. Elle a totalisė 326 sélections en équipe de République dominicaine.

## Clubs
| Club                         | De        | À         |
| ---------------------------- | --------- | --------- |
| Los Cachorros                | 1995-1996 | 1996-1997 |
| Pioneer Red Wings            | 1997-1998 | 1997-1998 |
| Marsì Palermo                | 1998-1999 | 1998-1999 |
| Club Voleibol Diego Porcelos | 2001-2002 | 2002-2003 |
| Los Cachorros                | 2003-2003 | 2003-2003 |
| Volley Modena                | 2003-2004 | 2003-2004 |
| Samorodok Khabarovsk         | 2004-2005 | 2004-2005 |
| Los Cachorros                | 2005-2005 | 2005-2005 |
| Leonas de Ponce              | 2006-2006 | 2006-2006 |
| Ícaro Alaró                  | 2006-2007 | 2006-2007 |
| Pinkin de Corozal            | 2008-2008 | 2008-2008 |
| Korea Expressway Corporation | 2008-2009 | 2008-2009 |
| Pinkin de Corozal            | 2009-2009 | 2009-2009 |
| Korea Expressway Corporation | 2009-2010 | 2009-2010 |
| Mirador                      | 2010-2010 | 2010-2010 |
| Pinkin de Corozal            | 2011-2011 | 2011-2011 |

## Palmarès

### Équipe nationale
- Coupe panaméricaine (1)
  - Vainqueur : 2008, 2010.
  - Finaliste : 2003, 2009, 2011.
- Championnat d'Amérique du Nord
  - Vainqueur : 2009.
- Jeux d'Amérique centrale et des Caraïbes
  - Vainqueur : 2002, 2006, 2010.
- Jeux Panaméricains
  - Vainqueur : 2003.

### Clubs
- Championnat de Porto Rico 
  - Vainqueur : 2008
  - Finaliste : 2009

- Championnat d'Espagne (FEV) 
  - Vainqueur : 2007

- Coupe de Russie
  - Finaliste : 2005

- Championnat de République dominicaine 
  - Finaliste : 2005

### Distinctions individuelles
- Volley-ball féminin aux Jeux d'Amérique centrale et des Caraïbes 2002: MVP.